# Atleti dell'anno World Aquatics
Gli atleti dell'anno World Aquatics (World Aquatics Athletes of the Year, già FINA Athletes of the Year) sono premiati annualmente a partire dal 2010 dalla World Aquatics (federazione internazionale del nuoto, già FINA) e dal FINA Aquatics World Magazine.
Sono previste sei categorie: nuoto, tuffi, nuoto artistico, pallanuoto, tuffi dalle grandi altezze e nuoto di fondo.

## Nuoto

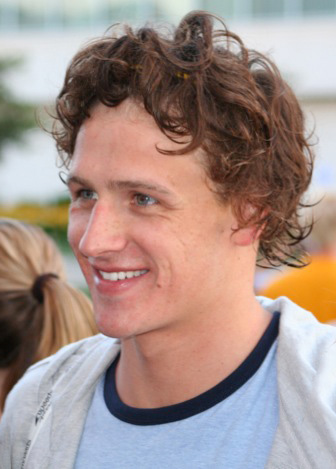
Ryan Lochte

| Anno | Vincitrice        | Nazionalità | Vincitore      | Nazionalità |
| ---- | ----------------- | ----------- | -------------- | ----------- |
| 2010 | Therese Alshammar | Svezia      | Ryan Lochte    | Stati Uniti |
| 2011 | Missy Franklin    | Stati Uniti | Ryan Lochte    | Stati Uniti |
| 2012 | Missy Franklin    | Stati Uniti | Michael Phelps | Stati Uniti |
| 2013 | Katie Ledecky     | Stati Uniti | Ryan Lochte    | Stati Uniti |
| 2014 | Katinka Hosszú    | Ungheria    | Chad le Clos   | Sudafrica   |
| 2015 | Katinka Hosszú    | Ungheria    | Mitch Larkin   | Australia   |
| 2016 | Katinka Hosszú    | Ungheria    | Michael Phelps | Stati Uniti |
| 2017 | Sarah Sjöström    | Svezia      | Caeleb Dressel | Stati Uniti |
| 2018 | Katinka Hosszú    | Ungheria    | Chad le Clos   | Sudafrica   |
| 2019 | Sarah Sjöström    | Svezia      | Caeleb Dressel | Stati Uniti |
| 2021 | Emma McKeon       | Australia   | Caeleb Dressel | Stati Uniti |
| 2022 | Katie Ledecky     | Stati Uniti | David Popovici | Romania     |
| 2023 | Kaylee McKeown    | Australia   | Qin Haiyang    | Cina        |
| 2024 | Summer McIntosh   | Canada      | Léon Marchand  | Francia     |

## Migliore performance nel nuoto
| Anno | Vincitrice    | Nazionalità | Vincitore  | Nazionalità   |
| ---- | ------------- | ----------- | ---------- | ------------- |
| 2015 | Katie Ledecky | Stati Uniti | Adam Peaty | Gran Bretagna |
| 2016 | Katie Ledecky | Stati Uniti | Adam Peaty | Gran Bretagna |

## Pallanuoto
| Anno | Vincitrice             | Nazionalità | Vincitore           | Nazionalità |
| ---- | ---------------------- | ----------- | ------------------- | ----------- |
| 2010 | Betsey Armstrong       | Stati Uniti | Vanja Udovičić      | Serbia      |
| 2011 | Alexandra Asimaki      | Grecia      | Filip Filipović     | Serbia      |
| 2012 | Maggie Steffens        | Stati Uniti | Josip Pavić         | Croazia     |
| 2013 | Jennifer Pareja        | Spagna      | Dénes Varga         | Ungheria    |
| 2014 | Maggie Steffens        | Stati Uniti | Filip Filipović     | Serbia      |
| 2015 | Nazionale statunitense | Stati Uniti | Nazionale serba     | Serbia      |
| 2016 | Nazionale statunitense | Stati Uniti | Nazionale serba     | Serbia      |
| 2017 | Nazionale statunitense | Stati Uniti | Nazionale croata    | Croazia     |
| 2018 | Nazionale statunitense | Stati Uniti | Nazionale ungherese | Ungheria    |
| 2019 | Nazionale statunitense | Stati Uniti | Nazionale italiana  | Italia      |
| 2021 | Maggie Steffens        | Stati Uniti | Filip Filipović     | Serbia      |
| 2022 | Madeline Musselman     | Stati Uniti | Felipe Perrone      | Spagna      |
| 2023 | Brigitte Sleeking      | Paesi Bassi | Gergő Zalánki       | Ungheria    |
| 2024 | Beatriz Ortiz          | Spagna      | Dušan Mandić        | Serbia      |

## Tuffi
| Anno | Vincitrice    | Nazionalità | Vincitore        | Nazionalità   |
| ---- | ------------- | ----------- | ---------------- | ------------- |
| 2010 | Chen Ruolin   | Cina        | Patrick Hausding | Germania      |
| 2011 | Wu Minxia     | Cina        | Qiu Bo           | Cina          |
| 2012 | Wu Minxia     | Cina        | Il'ja Zacharov   | Russia        |
| 2013 | He Zi         | Cina        | He Chong         | Cina          |
| 2014 | Liu Huixia    | Cina        | Cao Yuan         | Cina          |
| 2015 | Shi Tingmao   | Cina        | He Chao          | Cina          |
| 2016 | Shi Tingmao   | Cina        | Chen Aisen       | Cina          |
| 2017 | Shi Tingmao   | Cina        | Tom Daley        | Gran Bretagna |
| 2018 | Shi Tingmao   | Cina        | Cao Yuan         | Cina          |
| 2019 | Shi Tingmao   | Cina        | Xie Siyi         | Cina          |
| 2021 | Shi Tingmao   | Cina        | Xie Siyi         | Cina          |
| 2022 | Chen Yuxi     | Cina        | Wang Zongyuan    | Cina          |
| 2023 | Chen Yiwen    | Cina        | Cassiel Rousseau | Australia     |
| 2024 | Quan Hongchan | Cina        | Cao Yuan         | Cina          |

## Tuffi dalle grandi altezze
| Anno | Vincitrice       | Nazionalità | Vincitore           | Nazionalità   |
| ---- | ---------------- | ----------- | ------------------- | ------------- |
| 2013 | Cesille Carlton  | Stati Uniti | Orlando Duque       | Colombia      |
| 2014 | Rachelle Simpson | Stati Uniti | Orlando Duque       | Colombia      |
| 2015 | Rachelle Simpson | Stati Uniti | Gary Hunt           | Gran Bretagna |
| 2016 | Lysanne Richard  | Canada      | Gary Hunt           | Gran Bretagna |
| 2017 | Rhiannan Iffland | Australia   | Steven LoBue        | Stati Uniti   |
| 2018 | Rhiannan Iffland | Australia   | Gary Hunt           | Gran Bretagna |
| 2019 | Rhiannan Iffland | Australia   | Gary Hunt           | Gran Bretagna |
| 2021 | Ellie Smart      | Stati Uniti | Owen Weymouth       | Gran Bretagna |
| 2022 | Rhiannan Iffland | Australia   | Aidan Heslop        | Gran Bretagna |
| 2023 | Rhiannan Iffland | Australia   | Constantin Popovici | Romania       |
| 2024 | Molly Carlson    | Canada      | Aidan Heslop        | Gran Bretagna |

## Nuoto artistico
| Anno | Vincitrice                                                      | Nazionalità | Vincitore                          | Nazionalità        |
| ---- | --------------------------------------------------------------- | ----------- | ---------------------------------- | ------------------ |
| 2010 | Natal'ja Iščenko                                                | Russia      | -                                  |                    |
| 2011 | Natal'ja Iščenko Svetlana Romašina                              | Russia      | -                                  |                    |
| 2012 | Natal'ja Iščenko                                                | Russia      | -                                  |                    |
| 2013 | Svetlana Romašina                                               | Russia      | -                                  |                    |
| 2014 | Huang Xuechen                                                   | Cina        | -                                  |                    |
| 2015 | Svetlana Romašina                                               | Russia      | Bill May Aleksandr Mal'cev         | Stati Uniti Russia |
| 2016 | Natal'ja Iščenko Svetlana Romašina                              | Russia      | -                                  |                    |
| 2017 | Svetlana Kolesničenko                                           | Russia      | Giorgio Minisini Aleksandr Mal'cev | Italia Russia      |
| 2018 | Jelyzaveta Jachno                                               | Ucraina     | Giorgio Minisini                   | Italia             |
| 2019 | Svetlana Romašina Svetlana Kolesničenko                         | Russia      | Aleksandr Mal'cev                  | Russia             |
| 2021 | Svetlana Romašina Svetlana Kolesničenko                         | Russia      | Aleksandr Mal'cev                  | Russia             |
| 2022 | Yukiko Inui                                                     | Giappone    | Giorgio Minisini                   | Italia             |
| 2023 | Anna-Maria Alexandri Eirini-Marina Alexandri Vasiliki Alexandri | Austria     | Dennis Gonzalez Boneu              | Spagna             |
| 2024 | Evangelia Plataniōtī                                            | Grecia      | Gustavo Sánchez                    | Colombia           |

## Nuoto di fondo
| Anno | Vincitrice            | Nazionalità   | Vincitore            | Nazionalità |
| ---- | --------------------- | ------------- | -------------------- | ----------- |
| 2010 | Ana Marcela Cunha     | Brasile       | Valerio Cleri        | Italia      |
| 2011 | Keri-Anne Payne       | Gran Bretagna | Thomas Lurz          | Germania    |
| 2012 | Éva Risztov           | Ungheria      | Oussama Mellouli     | Tunisia     |
| 2013 | Poliana Okimoto       | Brasile       | Thomas Lurz          | Germania    |
| 2014 | Ana Marcela Cunha     | Brasile       | Allan do Carmo       | Brasile     |
| 2015 | Ana Marcela Cunha     | Brasile       | Jordan Wilimovsky    | Stati Uniti |
| 2016 | Sharon van Rouwendaal | Paesi Bassi   | Ferry Weertman       | Paesi Bassi |
| 2017 | Ana Marcela Cunha     | Brasile       | Marc-Antoine Olivier | Francia     |
| 2018 | Ana Marcela Cunha     | Brasile       | Ferry Weertman       | Paesi Bassi |
| 2019 | Ana Marcela Cunha     | Brasile       | Kristóf Rasovszky    | Ungheria    |
| 2021 | Ana Marcela Cunha     | Brasile       | Florian Wellbrock    | Germania    |
| 2022 | Ana Marcela Cunha     | Brasile       | Gregorio Paltrinieri | Italia      |
| 2023 | Leonie Beck           | Germania      | Florian Wellbrock    | Germania    |
| 2024 | Sharon van Rouwendaal | Paesi Bassi   | Kristóf Rasovszky    | Ungheria    |